# Protagoras (cratère)
Protagoras est un cratère d'impact lunaire, nommé d'après le penseur Protagoras.